# 3. Kavallerie-Brigade (Deutsches Kaiserreich)
Die 3. Kavallerie-Brigade war ein Großverband der Preußischen Armee.

## Geschichte
Die 3. Kavallerie-Brigade wurde am 5. November 1816 als Kavallerie-Brigade der Truppen-Brigade in Stettin aufgestellt und am 5. September 1818 Kavallerie-Brigade der 3. Division. Am 3. April 1820 erhielt sie die Bezeichnung 3. Kavallerie-Brigade, die sie bis zu ihrer Umbenennung am 6. Mai 1918 in Kavallerie-Schützen-Kommando 3 innehatte. 
Bis Kriegsbeginn 1914 war sie Teil der 3. Division, die dem II. Armee-Korps zugeordnet war. Dann wurde sie bis zum 30. November 1914 Teil der 4. Kavallerie-Division, bevor sie bis Mitte Oktober 1916 als selbstständige Einheit operierte und dann bis zum Kriegsende in die 6. Kavallerie-Division integriert wurde. 

### Gliederung
- 1820 bis 1847

Kürassier-Regiment „Königin“ (Pommersches) Nr. 2, Husaren-Regiment „Fürst Blücher von Wahlstatt“ (Pommersches) Nr. 5
- 1848 bis 1850

Kürassier-Regiment „Königin“ (Pommersches) Nr. 2, 4. Ulanen-Regiment
- 1851

 Kürassier-Regiment „Königin“ (Pommersches) Nr. 2, Husaren-Regiment „Fürst Blücher von Wahlstatt“ (Pommersches) Nr. 5
- 1852

Wie vor, zusätzlich 2. schweres Landwehr-Reiter-Regiment und 5. Landwehr-Huusaren-Regiment
- 1853 bis 1859

 Kürassier-Regiment „Königin“ (Pommersches) Nr. 2, 3. Dragoner-Regiment, 2. schweres Landwehr-Reiter-Regiment, 3. Landwehr-Dragoner-Regiment
- 1860 bis 1867

 Kürassier-Regiment „Königin“ (Pommersches) Nr. 2, Neumärkisches Dragoner-Regiment Nr. 3, 2. Pommersches Ulanen-Regiment Nr. 9, 2. schweres Landwehr-Reiter-Regiment, 3. Landwehr-Dragoner-Regiment
- 1868 bis 1888

Wie vor, ohne Landwehr-Regimenter 
- 1889 bis 1890

 Kürassier-Regiment „Königin“ (Pommersches) Nr. 2, Husaren-Regiment „Fürst Blücher von Wahlstatt“ (Pommersches) Nr. 5, 2. Pommersches Ulanen-Regiment Nr. 9
- 1891 bis 1914

Kürassier-Regiment Königin (Pommersches) Nr. 2, 2. Pommersches Ulanen-Regiment Nr. 9, 2.Bezirk der 6-Infanterie-Brigade
- Kriegsgliederung bei Mobilmachung 1914

Kürassier-Regiment Königin (Pommersches) Nr. 2, 2. Pommersches Ulanen-Regiment Nr. 9
- Kriegsgliederung am 3. Mai 1918

Wie vor, zusätzlich Husaren-Regiment Nr. 12

### Deutsch-Dänischer Krieg 1864
Im Krieg gegen Dänemark wurde die Brigade mobilisiert und rückte aus, hatte aber wenig Feindberührung.

### Deutscher Krieg 1866
Im Krieg Preußens gegen das Kaisertum Österreich nahm die Brigade an der entscheidenden Schlacht bei Königgrätz teil. 

### Deutsch-Französischer Krieg 1870/1871
Die Brigade war am 14. August an der Schlacht bei Colombey und am 18. August bei Gravelotte – St. Privat eingesetzt. 

### Erster Weltkrieg
Die Brigade war bis November 1914 ausschließlich an der Westfront eingesetzt und kam danach mit der 6. Kavallerie-Division an der Ostfront bis zur Zurückverlegung Mitte Januar 1917 in den Westen zum Einsatz. Zu den Kampfhandlungen, Gefechten und Schlachten siehe Kampfgeschehen der 4. Kavallerie-Division und Kampfhandlungen der 6. Kavallerie-Division.

### Brigadekommandeure
| Name                             | Datum                                                    |
| -------------------------------- | -------------------------------------------------------- |
| Wilhelm von Sandrart             | 10. April 1816 bis 29. März 1834                         |
| Karl von der Groeben             | 30. März 1834 bis 29. März 1838                          |
| Moritz von Froelich              | 30. März 1838 bis 21. März 1843                          |
| Karl Friedrich von Flotow        | 22. März 1843 bis 30. März 1846                          |
| Leopold Schach von Wittenau      | 31. März 1846 bis 6. Mai 1850                            |
| Otto von Bonin                   | 7. Mai 1850 bis 17. Dezember 1856                        |
| Edwin von Manteuffel             | 18. Dezember 1856 bis 3. April 1857                      |
| Karl von der Goltz               | 4. April 1857 bis 15. September 1862                     |
| Wolf von Pfuel                   | 16. September 1862 bis 11. September 1866                |
| Thassilo Krug von Nidda          | 12. September 1866 bis 17. Juli 1870                     |
| Enno von Colomb                  | 18. Juli 1870 bis 22. Mai 1871                           |
| Hermann von Lüderitz             | 23. Mai 1871 bis 14. Juni 1875                           |
| Adalbert von Schleinitz          | 15. Juni 1875 bis 14. November 1881                      |
| Friedrich von Möllendorff        | 15. November 1881 bis 4. Juli 1883                       |
| Henning von Heydebreck           | 5. Juli 1883 bis 10. März 1886                           |
| Georg von Albedyll               | 11. März 1886 bis 23. März 1890                          |
| Karl von Wurmb                   | 24. März 1890 bis 13. Mai 1894                           |
| Kurt von Britzke                 | 14. Mai 1894 bis 10. August 1896                         |
| Victor von Hennigs               | 11. August 1896 bis 17. Mai 1901                         |
| Heinrich von Diest               | 18. Mai 1901 bis 9. März 1904                            |
| Julius von Falkenstein           | 10. März 1904 bis 12. September 1906                     |
| Wilhelm von Vollard-Bockelberg   | 13. September 1906 bis 31. März 1911                     |
| Georg von Waldersee              | 1. April 1911 bis 21. April 1912                         |
| Otto von Unger                   | 22. April 1912 bis 3. April 1914                         |
| Karl Leopold Eugen von der Goltz | 4. April 1914 bis 15. Januar 1915                        |
| Walter von Printz                | 16. Januar 1915 bis 9. Februar 1915                      |
| Anton von der Schulenburg        | 10. Februar 1915 bis Februar 1918                        |
| Albrecht von Krosigk             | Februar 1918 bis Juli 1918                               |
| Eberhard von Arnim               | Juli 1918 bis Kriegsende                                 |
| Karl von der Goltz               | 20. Januar 1919 bis 30. September 1919 (Demobilisierung) |